# Ayaho
ayaho（あやほ）は、日本のシンガーソングライター。

## 概要
京都府宇治市出身。2017年より京都や大阪のライブハウスを中心に活動している。また、ガールズバンドLalaのギターボーカルも務め、十代白書2020 決勝大会で準グランプリを獲得。

## ミュージックビデオ
| 公開日       | 曲名           | 備考                   |
| ------------ | -------------- | ---------------------- |
| 2021年2月8日 | チャイムの音で | イラスト: 松本ぼっくり |
| 2022年2月2日 | ラメ降る夜     | イラスト: 松本ぼっくり |
| 2022年9月7日 | サヨナ来世で   | イラスト: 松本ぼっくり |

## ディスコグラフィー

### 配信限定シングル
|     | 発売日       | タイトル       | 備考 |
| --- | ------------ | -------------- | ---- |
| 1st | 2021年2月8日 | チャイムの音で |      |
| 2nd | 2022年2月2日 | ラメ降る夜     |      |
| 3rd | 2022年9月7日 | サヨナ来世で   |      |

### タイアップ
| 曲名             | タイアップ                                                                      | 時期   |
| ---------------- | ------------------------------------------------------------------------------- | ------ |
| アミ feat.和ぬか | 土曜ナイトドラマ「妖怪シェアハウスー帰ってきたん怪ー」主題歌。                  | 2022年 |
| アミ feat.和ぬか | 映画「妖怪シェアハウスー白馬の王子様じゃないん怪ー」主題歌。                    | 2022年 |
| ベリーグッドラブ | Abema TV 「恋する♥週末ホームステイ 2023春～Sweet Orange Memory～」 第8話 挿入歌 | 2023年 |

### その他の楽曲
- 一瞬
- 強がり
- 16のうた
- ハレルヤ
- あなたのそばに帰らないから
- ひとりのよる
- シンガーソングライター
- わたしの幸せはあなた次第
- あたしが我慢してたら
- 余計なお世話
- マイブラザー
- Kawaii
- 恋ダコ（Lefty_Hand_Creamへの楽曲提供）

## その他
- ここにある約束 - TVアニメ「であいもん」エンディング曲
  - 曽我淳一とのユニット「であいもん」名義。 - 作詞作曲・歌唱[4]。